# Чорнухинська ЗОШ I—III ступенів імені Г. С. Сковороди
Чорнухинська ЗОШ I—III ступенів імені Г. С. Сковороди — загальноосвітня школа, розташована у селищі міського типу Чорнухах (районний центр Полтавської області), єдиний навчальний заклад у селищі, водночас із понад столітньою історією та сталими традиціями; носить ім'я видатного земляка-чорнухинця українського філософа Григорія Сковороди.

## Загальні дані, структура, умови навчання
Чорнухинська загальноосвітня школа імені Г. С. Сковороди міститься у 2 приміщеннях — історичному дореволюційному (1903) і радянському (1972), й розташована за адресою:
вул. Леніна, буд. 49, смт Чорнухи—37100 (Полтавська область, Україна).
У навчальному закладі навчається близько 400 дітей (на кінець 2000-х). 
Педагогічний колектив школи — 40 учителів, з яких 5 «учителів-методистів», 11 — старші вчителі, 26 — вчителі вищої категорії. Директор навчального закладу — Саражин Любов Андріївна.
У Чорнухинській ЗОШ I—III ступенів імені Г. С. Сковороди працює 8 методичних об'єднань: української і російської мови, української та зарубіжної літератури, суспільних наук і географії, іноземної мови, математики, фізики, інформатики, астрономії, біології і хімії, фізичної культури, ЗВ, ОБЖ, трудового навчання, учителів початкових класів, класних керівників. 
До послуг учнів школи яких фізичний, хімічний, біологічний, географічний, історичний, музичний кабінети, 2 кабінети інформатики та інформаційно-комунікаційних технологій навчання, української та зарубіжної літератури, математики, образотворчого мистецтва, спортивний зал, майстерні по дереву та металу; чудова їдальня.
У Чорнухинській школі функціонує власний музей історії, у якому, зокрема, проводяться уроки патріотичного виховання. Уроки незалежності України дали поштовх до створення кімнати народознавства.

## Історія школи

Старе приміщення чорнухинської школи є заразом найстарішою будівлею селища

Приміщення Чорнухинської школи будувалося земством Чорнухинської волості Лохвицького повіту у період 1900—03 років. Відтак, 3 вересня 1903 року тут відкрилася двокласна Чорнухинська міністерська школа з 5-річним терміном навчання. 
У 1903—17 роки в школі щорічно навчалося 100—212 учнів, яких навчали 4 вчителі у 4 класних приміщеннях першого поверху. На другому поверсі були квартири вчителів. У цей період школою завідував Максим Антонович Дрозд.
Перший випуск учнів відбувся 1906 року, а загалом до 1917 року відбулося 12 випусків.
Після революції 1917 року профіль цього навчального закладу і його структура декілька разів змінювались. Так, у 1917—20 роках він функціонував як Чорнухинська школа-гімназія.
У лютому 1918 року Рада Народних Комісарів РРФСР прийняла постанову про увіковічнення пам'яті видатних діячів минулих часів Російської держави, і в їх числі був і видатний український філософ, композитор, педагог, поет Г. С. Сковорода, чиє ім'я було присвоєно Чорнухинській школі-гімназії. 
Від 1920 до 1922 року навчальний заклад діяв як соціально-економічна школа.
У 1922—30 роках — заклад має назву сільськогосподарська професійна школа імені Г. С. Сковороди. У цьому ж році до 200-річчя від дня народження Г. С. Сковороди на садибі профшколи було встановлено бюст філософа.
У період 1931—34 роках у Чорнухах працював сільськогосподарський технікум.
Нарешті від 1934 року свою роботу почала Чорнухинська середня школа імені Г. С. Сковороди.
Від 17 вересня 1941 року до 17 вересня 1943 року Чорнухи перебували під гітлерівською окупацією. Відразу після визволення навчання в школі було відновлено і вже в 1944 році з 10-го класу було випущено 11 учнів, у 1945 році — 8 учнів. У перший післявоєнний рік (1946) школу закінчили 12 учнів. 
Від серпня 1959 року школа в Чорнухах перейменована в Чорнухинську 11–річну середню школу з виробничим навчанням імені Г. С. Сковороди.
Кількість учнів зростала, і в старому приміщенні стало затісно, тому поряд було збудоване нове приміщення, яке прийняло учнів уперше 2 жовтня 1972 року. У той час навчальний заклад очолював Гречаний Василь Трохимович. Проте стара будівля і надалі продовжує функціонувати та давати путівку в життя своїм вихованцям.  
У 1989 році перед фасадом школи було встановлено пам'ятник партизанці–розвідниці, випускниці школи 1941 року — Ленізі Бугорській, а на фасаді старої школи в 1984 році відкрито меморіальну дошку на честь славної землячки. 
Школа у Чорнухах має власні традиції, успіхи і проблеми, живе повноцінним життям.

## Випускники
За свою історію Чорнухинська школа випустила зі своїх стін 58 500 випускників, з них 187 медалістів (2010).
Школа дала путівку в життя відомому історику і статистику Л. В. Падалці, вченому, доктору ветеринарних наук М. В. Наконечному, докторові технічних наук П. А. Борсуку, докторам педагогічних наук, професорам Національного педагогічного університету ім. М. П. Драгоманова Анатолію Булді та О. Г. Ярошенку, письменникам В. С. Мирному та Н. І. Букалу, екологу, викладачу кафедри ботаніки та фізіології рослин Сумського національного аграрного університету Л. Г. Шеремет, художниці Л. М. Зуб, заслуженому працівникові культури України І. М. Гаврисю, доктору філософії, математики, викладачеві Харківського авіаційного інституту М. О. Жуку, лауреатові Національної премії України ім. Т. Шевченка В. Я. Стадниченку, науковцю, доктору наук з державного управління, професору, очільнику Києво-Могилянської школи врядування Національного університету «Києво-Могилянська академія» В. В. Тертичці, будівельникові-орденоносцю В. Г. Туркові та багатьом іншим.

## Виноски
1. ↑  Директор школи на Офіційний сайт школи
2. ↑  Установи та заклади соціальної сфери (Чорнухинського району) [Архівовано 2012-07-19 у Archive.is] на Сайт Чорнухинської районної державної адміністрації [Архівовано 2012-07-19 у Archive.is]